# 瀰漫型麻風分枝桿菌
瀰漫型麻風分枝桿菌是引起麻風病的一種病原菌，屬於分枝桿菌的一種類型，與麻風分枝桿菌均可引起麻風病，但前者到了最近2008年才被發現。從其16S 核糖體RNA中可見它們是與麻風分枝桿菌有所分別。